# Ashley Steacy
Ashley Steacy (28 de junho de 1987) é uma ruguebolista de sevens canadense, medalhista olímpica.

## Carreira
Ashley Steacy integrou o elenco da Seleção Canadense Feminina de Rugby Sevens medalha de bronze na Rio 2016.